# Agali III (Zangilan)
Agali (en azéri : Ağalı) est un village situé dans le raion de Zangilan en Azerbaïdjan. Il est appelé Agali III (en azéri : Üçüncü Ağalı) pour le distinguer de deux autres villages homonymes, appelés Agali I et II.

## Géographie
Le village est situé dans le sud-ouest du Haut-Karabagh, près de la frontière avec l'Iran, sur la rive de l'Hakari, à 80 km au sud-est de Latchine.

## Histoire
Appelé autrefois Alirzah, le village est également connu parmi les habitants sous le nom de Yukhari Agali (« petit Agali »). 
Lors de la guerre du Haut-Karabagh, Agali passe en 1993 sous le contrôle des forces arméniennes, ce qui entraîne l'exode de la population azérie dans le reste de l'Azerbaïdjan. Il est alors intégré à la région de Kashatagh dans la république du Haut-Karabagh et repeuplé par des Arméniens originaires des régions d'Ararat, Armavir et Vayots Dzor, notamment du village d'Aghndjadzor, d'où provient le nom d'Aghadzor (Աղաձոր) qui se substitue à celui d'Agali.
Le 28 octobre 2020, au cours de la seconde guerre du Haut-Karabagh, l'armée azerbaïdjanaise reprend le village qui retrouve son nom d'origine.
En février 2021, le président azerbaïdjanais Ilham Aliyev visite le territoire des villages d'Agali I, Agali II et Agali III et annonce que la restauration de ces villages commencerait dans les prochains mois.
En juillet 2022, la réinstallation du premier groupe de résidents a lieu. Le 19 juillet, 40 familles reviennent dans leur village natal.